# بلال عبدالدایم
بلال عبدالدایم (عربی: بلال لؤي عبد الدايم؛ زادهٔ ۱ اکتبر ۱۹۸۳) یک ورزشکار اهل سوریه است.
از باشگاه‌هایی که در آن بازی کرده‌است می‌توان به باشگاه فوتبال الکرامه سوریه، باشگاه ورزشی المحرق، باشگاه ورزشی الوحدات، باشگاه السویق، و تیم ملی فوتبال سوریه اشاره کرد.
وی همچنین در تیم ملی فوتبال سوریه بازی کرده است.